# Kay Redfield Jamison
Kay Redfield Jamison, née le 22 juin 1946, est une psychologue et essayiste américaine. Elle est l'une des tout premiers experts américain du trouble bipolaire, dont elle souffre elle-même.

## Biographie
Elle détient un doctorat en psychologie de l'université de Californie à Los Angeles, où elle commence sa carrière. Désignée comme l'un des « héros de la médecine » par Time Magazine, elle est l'un des cinq experts interrogés pour la série télévisée Great Minds of Medicine de PBS. Elle est l'auteure, avec Frederick K. Goodwin, du livre Manic-Depressive Illness et d'une autobiographie, An Unquiet Mind, dans laquelle elle raconte ses expériences en tant que bipolaire.
Kay Redfield Jamison a également étudié le lien entre la bipolarité et la créativité dans le livre Touched With Fire.

## Publications (sélection)
- Robert Lowell, Setting the River on Fire: A Study of Genius, Mania, and Character, éd. Knopf Publishing Group, 2017,
- Nothing Was the Same, éd. Knopf, 2009,
- Exuberance: The Passion for Life, éd. Vintage, 2005,
- Night Falls Fast: Understanding Suicide, éd. Vintage, 1999,
- Touched with Fire: Manic-Depressive Illness and the Artistic Temperament, éd. Free Press, 1996,
- An Unquiet Mind: A Memoir of Moods and Madness, éd.  Vintage, 1995,
- Man Meets Microbes, éd. Butterworth-Heinemann, 1984.

### En français
- De l’exaltation à la dépression : confession d'une psychiatre maniaco-dépressive, Robert Laffont, 1997, 235 p. (ISBN 2-221-09930-3).